# Temple Bruer with Temple High Grange
Temple Bruer with Temple High Grange är en civil parish i Storbritannien.   Den ligger i grevskapet Lincolnshire och riksdelen England, i den sydöstra delen av landet, 180 km norr om huvudstaden London.